# Династия поздних Чан
Династия поздних Чан (вьет. Nhà Hậu Trần, тьы-ном 家後陳, ня хау чан), также «Дом поздних Чан» (вьет. Hậu Trần Triều, тьы-ном 後陳朝, хау чан чьеу), — одна из императорских династий, правившая с 1407 по 1413 годы на временно отвоёванных у китайцев территориях Дайвьета. Это происходило во время антикитайских восстаний в период четвёртого китайского завоевания вьетов.

## Зян Динь Де
Младший сын императора Чан Нге Тона, Чан Нгой (Trần Ngỗi, 陳頠) в 1406 году провозгласил себя императором Зян Динь Де (Giản Định Đế, 簡定帝) и начал восстание. Его укрепления располагались на территории современной провинции Ниньбинь, поддержку Зян Диню оказывал Чан Чьеу Ко, чанский мандарин.
В отсутствие хорошего планирования и ресурсов Зян Динь был разбит, он покинул Ниньбинь и бежал в Тханьхоа, где встретил Данг Тата, начавшего восстание против империи Мин. Данг Тат при чанах был высокопоставленным чиновником. С 1408 года всё больше людей переходило под знамёна Зян Диня и Данг Тата.
Устремившись на север с небольшой армией, Зян Динь в битве при Боко смертельно ранил минского генерала Лы Нги (Lữ Nghị).
Окрылённый победой, Зян Динь уже хотел идти на столицу Тханглонг, но Данг Тат остановил его, объяснив, что силы ещё недостаточны, армия плохо организована, оружия и провизии для войны недостаточно. Бывший чанский генерал Нгуен Кань Чан (Nguyễn Cảnh Chân) также убеждал не ввязываться в войну с Мин, контролировавшей в то время бо́льшую часть территорий. Несмотря на это, император повёл войско в бой, был разбит, а Данг Тат и Нгуен Кань Чан — взяты в плен и казнены.
Зян Динь продолжал вылазки против Мин ещё несколько лет, пока, примерно в 1410, его не поймали и не убили.

## Чан Куи Кхоанг
Вслед за Данг Татом и Нгуен Кань Чаном выдвинулись их сыновья, соответственно, Данг Зунг (Đặng Dung) и Нгуен Кань Ди (Nguyễn Cảnh Dị). Они нашли племянника Чан Нге Тонга, Чан Куи Кхоанг (Trần Quý Khoáng), и стали готовить восстание, пока Зян Динь Де воевал против Мин сам.
Зная о слабости нового восстания, Мин атаковали Тханьхоа и Нгеан в 1413 году, заставив Зян Диня и Чан Куи Кхоанга отступить в горы. Немногим позже, в 1413, Чан Куи Кхоанг был пойман вместе со всей семьёй и совершил самоубийство.